# لیل-کادیو، کبک
لیل-کادیو (به فرانسوی: L'Île-Cadieux) شهرکی در منطقه شهری وودروی-سولانژ ناحیه مونترژی در استان کبک کانادا است. در سرشماری سال ۲۰۱۱ این شهرک ۱۴۱ نفر جمعیت داشته‌است و مساحت آن ۰٫۶۲ کیلومتر مربع است.